# Seznam kulturních památek v Soběšicích (Brno)
Tento seznam nemovitých kulturních památek v části Soběšice v městské části Brno-sever ve městě Brno v okrese Brno-město vychází z  Ústředního seznamu kulturních památek ČR, který na základě zákona č. 20/1987 Sb., o státní památkové péči, vede Národní památkový ústav jako ústřední organizace státní památkové péče. Údaje jsou průběžně upřesňovány, přesto mohou obsahovat i řadu věcných a formálních chyb a nepřesností či být neaktuální. 
Pokud byly některé části dotčeného území vyčleněny do samostatných seznamů, měly by být odkazy na tyto dílčí seznamy uvedeny v úvodu tohoto seznamu nebo v úvodu příslušné sekce seznamu.

## Soběšice
| Památka                                                                            | Fotografie                                                                      | Rejstříkové číslo v ÚSKP                                                             | Sídelní útvar                                               | Poloha                                                         | Popis a poznámky |
| ---------------------------------------------------------------------------------- | ------------------------------------------------------------------------------- | ------------------------------------------------------------------------------------ | ----------------------------------------------------------- | -------------------------------------------------------------- | --- |
| Pomník prvního trigonometrického bodu s pozůstatky kaple svatého Kříže (Q37015634) | \| \| \| \| \| \|                                                               | 46469/7-975 Pam. katalog MIS                                                         | Soběšice                                                    | Ostrá horka, pp. 1115/1 49°14′53,75″ s. š., 16°37′16,57″ v. d. | Pomník s pozůstatky kaple sv. Kříže, částečná zřícenina. Pomník s pamětními deskami připomíná jednak zaměření 1. trigonometrického bodu v českých zemích roku 1759, jednak uchovává paměť na existenci barokní kaple sv. Kříže zbořené za josefinských reforem, jejíž základové zdivo se nachází pod povrchem terénu. Na vrchu byla v letech 1716–1718 zbudována jezuitská kaple sv. Kříže, za josefinského režimu byla roku 1786 zrušena. Špičku kaple zaměřil roku 1759 ředitel vídeňské hvězdárny J. Liesganig jako první trigonometrický bod na území českých zemí. Ke 200. výročí této události roku 1959 byl proveden archeologický výzkum, který objevil základy kaple. Současně bylo obnoveno označení trigonometrického bodu a osazen památník, jednoduchý hranol nesoucí proti sobě dvě bronzové desky s relifními maiuskulními nápisy. Památkově chráněno od 22. října 1964. |
|                                                                                    | Kategorie „Memorial of Holy cross chapel (Brno-Soběšice) “ na Wikimedia Commons | Hledat fotografie a kategorie ve Wikimedia Commons podle rejstříkového čísla památky | Nahrát snímek k tomuto tématu do úložiště Wikimedia Commons |                                                                | |